# Вулф, Альберт Бенедикт
Вулф, Альберт Бенедикт
Альберт Бенедикт Вулф (англ. Albert Benedict Wolfe; 23 августа 1876, Арлингтон, штат Иллинойс, США — 3 июня 1967,  Колумбус, штат Огайо, США) — американский экономист, профессор экономики  Университета штата Огайо, президент Американской экономической ассоциации в 1943 году.

## Биография
Альберт родился 23 августа 1876 года в Арлингтоне, штат Иллинойс.
В 1901 году получил степень бакалавра, а в 1905 году — докторскую степень в Гарвардском университете под руководством Томаса Карвера.
Преподавательскую деятельность начал в 1905—1914 годах в качестве ассоциированного профессора в Оберлинском колледже в качестве преподавателя экономики и социологии, затем в 1914—1923 годах в Техасском университете, затем в качестве профессора экономики в 1923—1946 годах в  Университете штата Огайо.
В 1956 году удостоен почётной степени доктора права от  Университета штата Огайо.
А. Вулф умер 3 июня 1967 года в  Колумбус, штат Огайо.
Семья
А. Вулф 6 сентября 1906 года женился на Кларе Снелл (9.05.1874-12.06.1970).